# Thomas Telford
Thomas Telford (Eskdale, Dumfriesshire, 9 de agosto de 1757 - Westminter, 2 de septiembre de 1834) fue un cantero e ingeniero civil y notable constructor de puentes, caminos y canales escocés.

## Resumen biográfico
El padre de Telford, un pastor, falleció a poco de nacer éste, por lo que fue criado en la pobreza por su madre. A la edad de catorce años comenzó a trabajar como aprendiz de un cantero, y algunos de sus primeras obras pueden verse aún en el puente sobre el río Esk en Langholm, en la frontera escocesa.
Trabajó por un tiempo en Edimburgo y en 1782 se mudó a Londres, donde luego de conocer a los arquitectos Robert Adam y William Chambers, realizó trabajos de ampliación de la Somerset House. Dos años después encontró trabajo en el puerto de Portsmouth y con actitud autodidacta fue aprendiendo sobre la especificación, diseño y organización de obras civiles.
En 1787 su rico patrón, William Pulteney lo designó supervisor de obras públicas en Shropshire. La ingeniería civil era una disciplina aún en sus comienzos, así que Telford se consideró a sí mismo como arquitecto. Sus proyectos incluyeron la refacción del castillo de Shrewsbury, las prisiones de la ciudad, la iglesia de Santa María Magdalena en Bridgnorth y otra iglesia en Madeley.
Como supervisor Telford fue también responsable de los puentes. En 1790 diseñó uno para la ruta Londres-Holyhead sobre el río Severn  en Montford, el primero de los alrededor de 40 puentes que construyó en Shropshire, incluyendo los cruces principales del Severn en Buildwas y Bridgnorth. El puente fue el primero de acero construido por Telford, influenciado por el famoso puente de Coalbrookdale en la garganta de Ironbridge, cuyo diseño le pareció sobredimensionado y con uniones pobremente construidas. En contraste, su puente de 10 m logró el doble de longitud con la mitad de peso, aunque ya no existe. Fue uno de los primeros ingenieros en ensayar los materiales antes de la construcción. Como su experiencia aumentaba, Telford utilizó el acero repetidamente.
En 1795 el puente de Bewdley en Worcestershire resultó destruido por una crecida y Telford se responsabilizó por su reconstrucción. La misma crecida destruyó el puente de  Tenbury. Este puente sobre el río Teme era responsabilidad conjunta de los condados de Worcestershire y Shropshire, por lo que Telford fue responsable de la reconstrucción de la mitad norte, perteneciente a Shropshire

## Canal Ellesmere

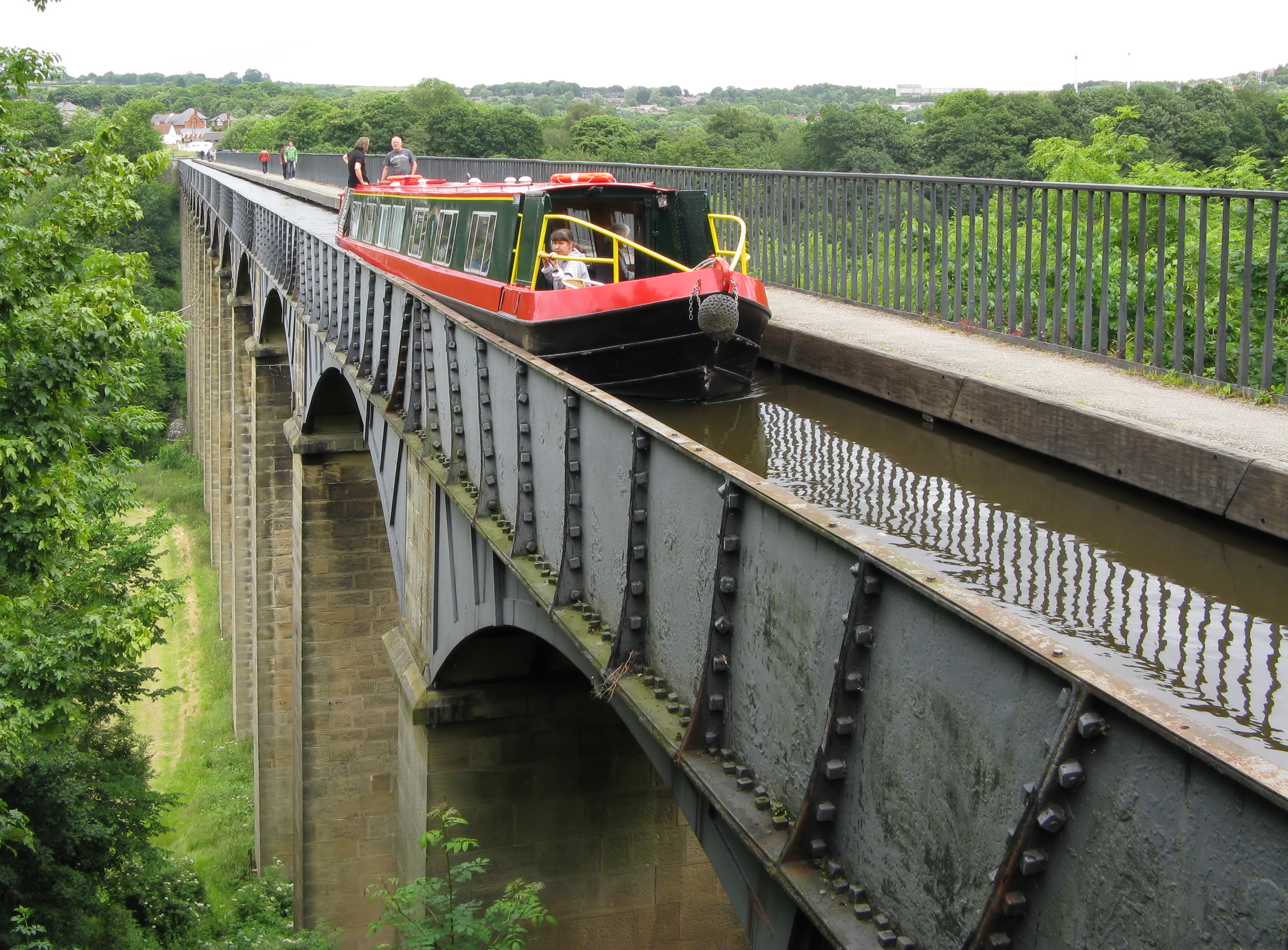
Canal para botes atravesando el acueducto Pontcysyllte.

La reputación de Telford en Shropshire condujo a su nombramiento en 1793 para gestionar el diseño detallado y la construcción del canal Ellesmere, para enlazar las minas de hierro de Wrexham a través del noroeste de la ciudad Ellesmere, con Chester, utilizando el canal Chester y el río Mersey.
Entre otras estructuras, esta obra incluyó el espectacular acueducto Pontcysyllte sobre el río Dee en el valle de Llangollen en Gales, donde Telford utilizó un nuevo método de construcción consistente en planchas de acero sobre bases de mampostería. Extendiéndose por más de 300 m a una altitud de 38 m sobre el fondo del valle, el acueducto tiene nueve arcos de más de 13 m de luz cada uno. Como pionero de las estructuras de acero a gran escala, Telford tuvo que desarrollar nuevas técnicas, como la de sellar las uniones de las planchas con plomo fundido.
El ingeniero de canales William Jessop supervisó las obras, pero dejó los detalles de la ejecución en manos de Telford.
Durante la misma época Telford diseñó y construyó el canal Shrewsbury. Cuando el ingeniero original, Josiah Clowes, falleció en 1795, Telford le sucedió. Uno de los logros en este proyecto fue el diseño del acueducto de acero en Longdon-on-Tern, anterior al de Pontcysyllte, y sustancialmente mayor que el primer acueducto de acero del Reino Unido construido por Benjamin Outram en el canal Derby unos pocos meses antes.

## Ingeniería

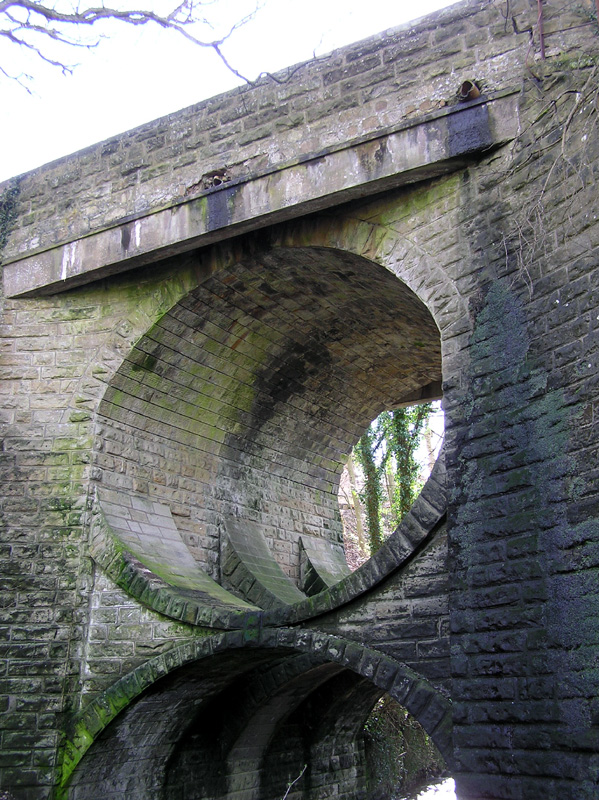
Arco circular de Telford en el puente carretero de Bannockburn, Escocia.

El canal Ellesmere fue terminado en 1805, y junto a las responsabilidades de la obra, la reputación de Telford como ingeniero civil significó que era consultado continuamente sobre otros numerosos proyectos, incluyendo los trabajos de aprovisionamiento de agua para Liverpool, mejoras al puerto de Londres y la reconstrucción del puente de Londres.
Las consultas más notables, y de nuevo fue aquí determinante la influencia de William Pulteney, se relacionaron con un plan maestro para mejorar las comunicaciones en las tierras altas de Escocia, un proyecto integral que llevaría unos 20 años ejecutar. El plan incluyó la construcción del canal de Caledonia a lo largo del gran Glen, el rediseño de secciones del canal Crinan, alrededor de 1850 km de nuevas carreteras, más de un centenar de puentes, incluyendo el puente Craigellachie, numerosas mejoras portuarias, con obras en
Aberdeen, Dundee, Peterhead, Wick, Portmahomack y Banff, y 32 nuevas iglesias.
Telford además llevó adelante trabajos de carreteras en las tierras bajas, incluyendo 296 km de nuevos caminos y numerosos puentes, desde el puente de piedra de 34 m atravesando el río Dee en Tongueland, Kirkcudbright hasta el de 39 m de altura de Cartland Crags cerca de Lanark (1822).
En 1806 el rey de Suecia lo consultó acerca de la construcción de un canal entre Gotenburgo y Estocolmo. Su proyecto fue aceptado y la construcción del canal Göta se inició en 1810. Telford viajó a Suecia para supervisar el inicio de las excavaciones.

## Elcoloso de las carreteras

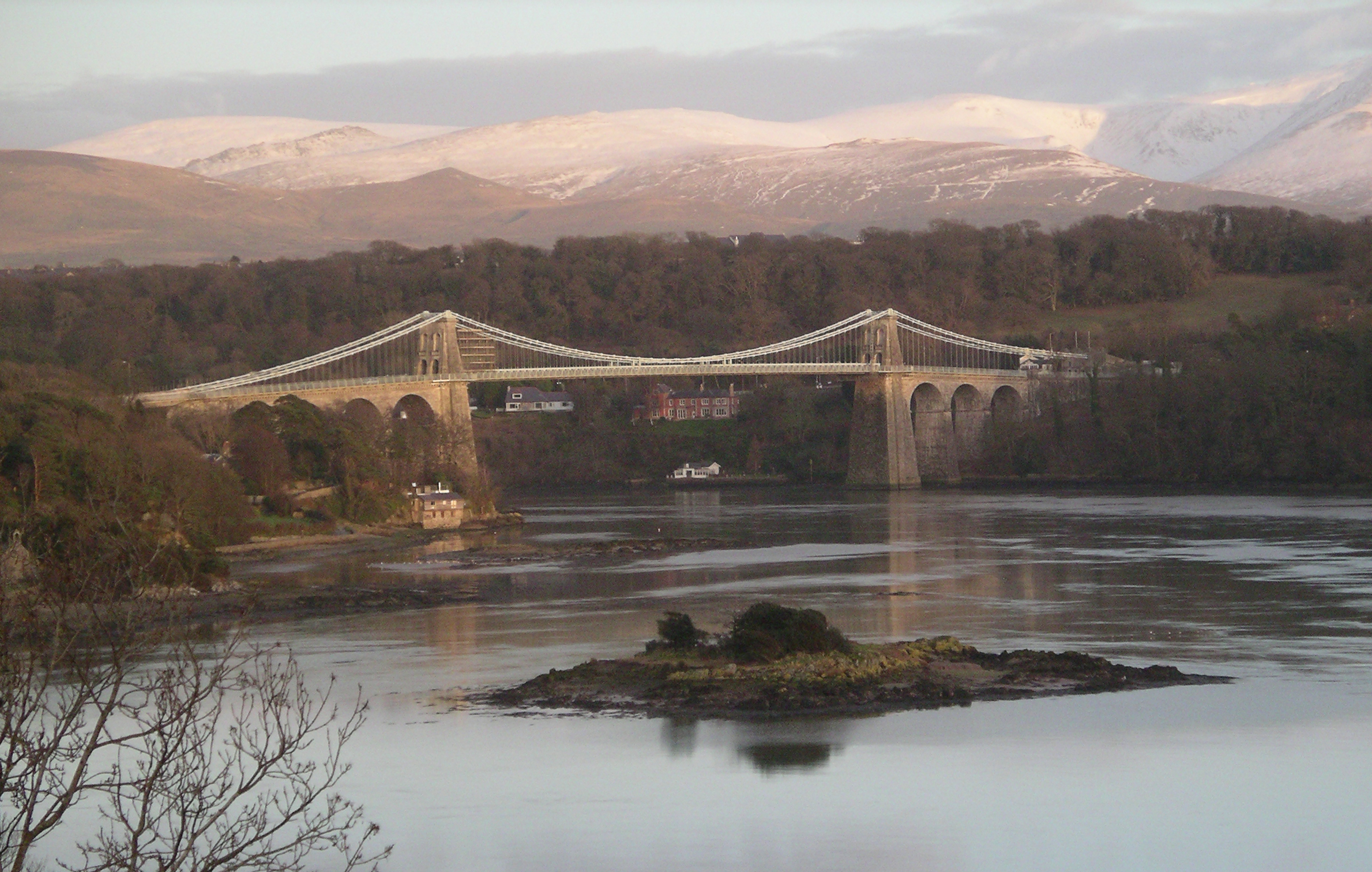
Puente colgante de Menai

Durante sus últimos años Telford fue responsable de reconstruir secciones de la ruta entre Londres y Holeyhead, tarea completada por sus asistente de muchos años, John MacNeill; actualmente, la mayor parte de esta ruta es la A5.
Entre Londres y Shrewsbury la mayoría del trabajo consistió en mejoras. Pasando Shrewsbury, y especialmente luego de Llangollen, la obra representó frecuentemente crear una nueva carretera desde cero. Obras notables en estos sectores incluyen el puente Waterloo sobre el río Conwy en Betws-y-Coed, el ascenso desde Capel Curig y luego el descenso desde el paso de Nant Ffrancon hacia Bangor.Entre Capel Curig y Bethesda en el valle de Ogwen, Telford se desvió de la ruta original construida por los romanos.
En la isla de Anglesey construyó un nuevo terraplén atravesando la playa de Stanley hacia Holyhead, pero el cruce de la ruta Menai fue el desafío más formidable, resuelto mediante el puente colgante de Menai (1819-26). Con una luz de 180 m, fue el puente colgante más largo de su época. A diferencia de los puentes modernos, Telford utilizó varillas huecas de 2,90 m como cables.
Telford también trabajó en la costa norte de Gales en la carretera entre Chester y Bangor, incluyendo otro gran puente colgante en Conwy, inaugurado el mismo año que el de Menai.
Algo más lejos, Telford diseñó una carretera para cruzar el centro de la isla de Arran, que atraviesa terrenos oscuros y difíciles y permite evitar la tortuosa ruta costera.
Telford mejoró los métodos para construcción de carreteras de macadam, mediante la selección de piedras según su granulometría, tomando en cuenta el tráfico, el trazado y las pendientes.
El alias «coloso de las carreteras» se lo dio su amigo el poeta Robert Southey. La reputación de Telford como hombre de letras puede haber precedido su fama como ingeniero: publicó poesía entre 1779 y 1784, como resultado de una gira por Escocia con Southey. Su testamento dejó bienes a Southey, que luego escribiría una biografía de Telford, al poeta Thomas Campbell (1777-1844) y a los editores de la enciclopedia de Edimburgo, a la que había contribuido.

## Últimos años

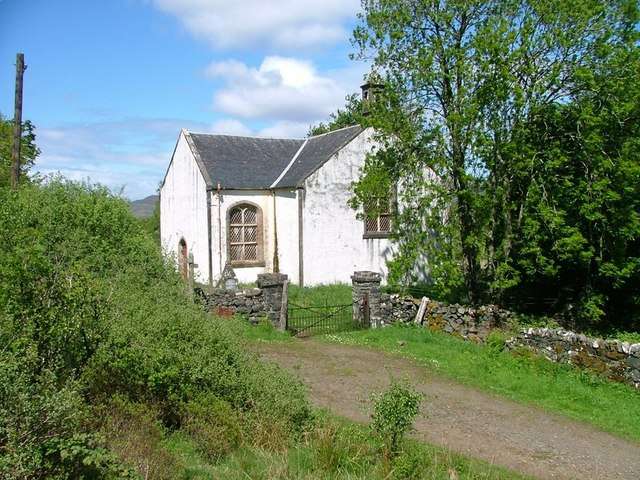
Uno de los encargos más pequeños de Telford, la iglesia de la isla de Ulva (1827/8) en las Islas Hébridas.

Otras obras de Telford fueron los muelles de St.Katharine cerca de Tower Bridge en el centro de Londres, donde trabajó con el arquitecto Philip Hardwick, el canal naval de Gloucester y Berkeley, el puente Over cerca de Gloucester, el segundo túnel de Harecastle sobre el canal Trent y Mersey (1827) y el canal entre Birmingham y Liverpool comenzado en mayo de 1826 pero terminado, luego de la muerte de Telford, en enero de 1835. Al momento de su construcción en 1829 el puente Galton fue el más largo de un solo tramo en todo el mundo. También construyó el puerto de Whitstable en Kent en 1832. en conexión con el ferrocarril Canterbury y Whitstable, que presenta un inusual sistema de lavado de barros mediante un depósito de agua de marea.
En 1820 Telford fue nombrado primer presidente de la recién formada Institución de ingeniería civil, puesto que mantuvo hasta su muerte. Fue sepultado en la Abadía de Westminster.

## Puentes diseñados por Telford
Thomas Telford diseñó gran cantidad de puentes durante su carrera, incluyendo:
- Puente Bannockburn
- Puente Bewdley (1798)
- Puente Bonar (1802)
- Puente en Bridgnorth  (1810)
- Puente Broomielaw en Glasgow (1816)
- Puente en Buildwas (1796)
- Puente Cantlop (1820)
- Acueducto Chirk (1801)
- Puente Clachan (1792)
- Puente colgante de Conwy (1826)
- Puente de Cound (1797)
- Puente Craigellachie (1815)
- Puente Dean Village, Edimburgo (1831)
- Puente Dunkeld (1809)
- Puente Aldford (1824)
- Puente Galton (1829)
- Acueducto Glen Loy sobre el Canal Caledonian (1806)
- Tónel Harecastle (1827)
- Puente Holt Fleet (1827)
- Propuesta para el Puente de Londres
- Acueducto de Longdon-on-Tern (1796)
- Puente colgante de Menai (1826)
- Puente Montford (1792)
- Puente Mythe (1826)
- Puente Over (1827)
- Acueducto Pontcysyllte (1805)
- Puente Potarch
- Puente Telford (1813)
- Puente Tongland (1808)
- Puente Waterloo (1815)

## Lugares que recuerdan a Telford

### Telford New Town

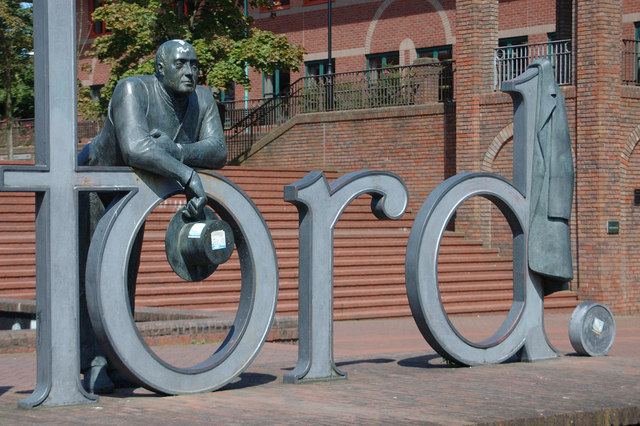
Estatua de Thomas Telford en el Telford Town Centre.

Cuando se edificó una nueva ciudad en Shropshire en 1968, fue llamada Telford en su honor. En 1990 cuando debieron bautizar una de las primeras universidades tecnológicas británicas, Telford fue la opción elegida. La Thomas Telford School está considerada una de las mejores instituciones educativas en el rubro en el Reino Unido.

### Telford, Pensilvania
El barrio que antes se llamaba Hendrick’s Blacksmith en el condado de Montgomery, Pensilvania cambió su nombre a Telford en 1857, después de que el ferrocarril del norte de Pensilvania bautizara a su estación en honor del ingeniero británico.

### Telford College de Edimburgo
Telford College de Edimburgo, una de las instituciones educativas más grandes de Escocia lleva su nombre en honor de Thomas Telford.

## Autobiografía
Titulada The Life of Thomas Telford, Civil Engineer, written by himself se publicó en 1838.